# 털보말벌
털보말벌(영어: Japanese hornet, 일본어: 毛深雀蜂 케부카스즈메바치[*], 학명: Vespa simillima 베스파 시밀리마[*])은 말벌과에 속한 말벌의 하나이다. 몸은 황색과 검은색이 섞여 있으며 황색 잔털이 나 있다. 황말벌과 비슷하나 황색 무늬가 적다. 한국 중부 지방, 중국, 시베리아, 일본에 분포한다.

## 아종
털보말벌의 아종으로 황말벌이 있다.

## 같이 보기
- 황말벌
- 등검은말벌
- 장수말벌
- 말벌과